# 시드 미드

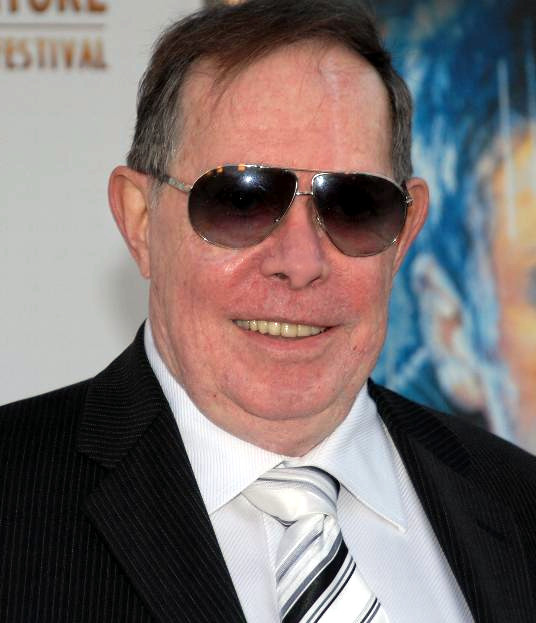

시드니 제이 미드(Sydney Jay Mead, 1933년 7월 18일 ~ 2019년 12월 30일)는 미국의 산업 디자이너이다. 보통 , 시드 미드(Syd Mead)로 불린다.

## 약력
미네소타주 세인트폴에서 태어났다.
1959년에 포드 사에 입사했다가 1970년에 독립하여 시드 미드 사를 설립하였다.
영화, 게임 등에 많이 참여하였다.
주요 참여작으로 스타 트렉, 블레이드 러너, 에일리언, 트론 등이 있다.

## 같이 보기
- 미래학자